# 取景器
取景器（英語：Viewfinder）又稱观景窗，是照相机或摄像机上的一块目镜，供拍摄者实时预览所拍摄到的景物。它可以帮助拍摄者进行构图，因此无论是早期的胶片相机或是现今的数码单反，抑或是专业级的数码摄像机，取景器均是不可或缺的部分。

## 分类
取景器一般可分为光学取景器和电子取景器两大类，每一大类又可分为若干小类。

### 光学取景器

#### 旁轴取景器
旁轴取景器一般用于传统普及型相机（例如胶片傻瓜相机、早期的消费机卡片型数码相机等）。其结构简单，造价低廉，并且拥有光学取景器最基本的优点，如：基本不耗电、取景无延迟，且在拍摄运动物体时不会出现拖影等现象（该现象常出现于电子取景器使用过程中）。正因如此，其曾獲各大相机厂商广泛采用。但其缺点也是显而易见的：由于旁轴取景器的取景窗口位置与镜头之间有一段距离，故从取景器中看到的画面与照相机实际所拍摄的图像并不完全相同，而是在位置上有一定的差别，即摄影学中所称的“视差”。拍摄远景时，两者画面的差异十分微小，几乎可忽略不计，此时视差问题不大。但在拍摄近景时，视差便会对最终效果产生显著影响，导致取景范围和最终成像角度不同或构图不对等一类问题时有发生。

#### 反射式取景器（TTL取景器）

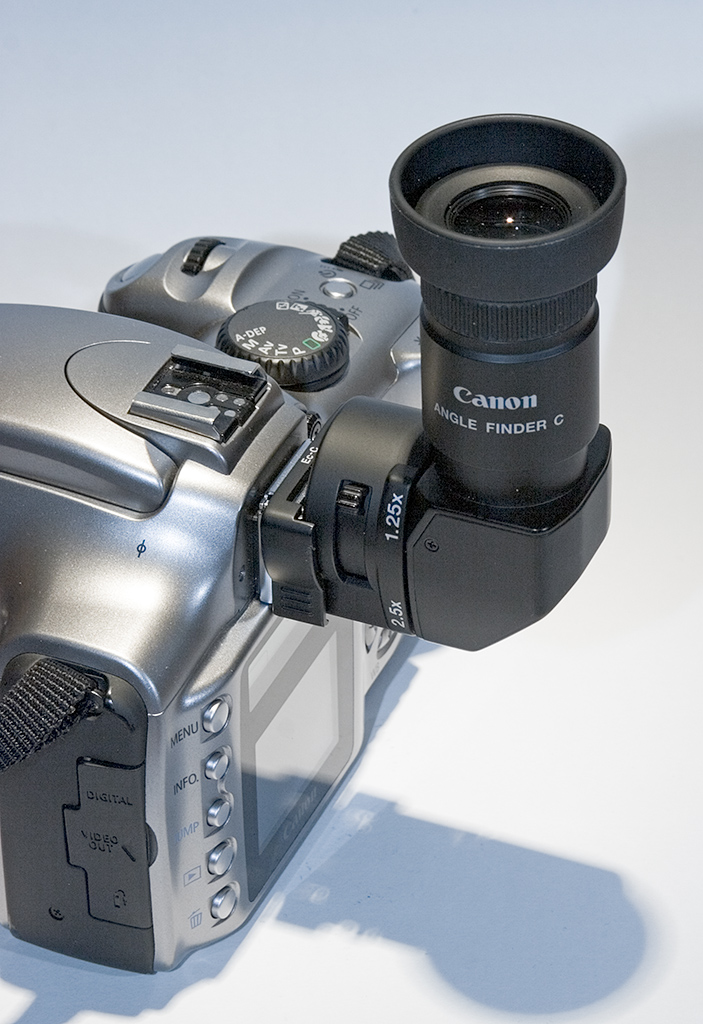
一个佳能外接反射式取景器

反射式取景器直接通过镜头取景，利用反光镜与五棱镜（或五面镜）将光线反射到的对焦屏和目镜中，这样拍摄者即可从取景器目镜中看到所要拍摄的图像。由于其直接通过镜头取景，从而在根本上解决了旁轴取景器的视差问题，真正达到了“所见即所得”的效果。如上所述，反射式取景器的优点是没有视差，其缺点则为结构复杂，造价较高，生产技术难度较大。所以，反射式取景器多用于高端产品（例如单反相机）。

##### 五棱镜取景器

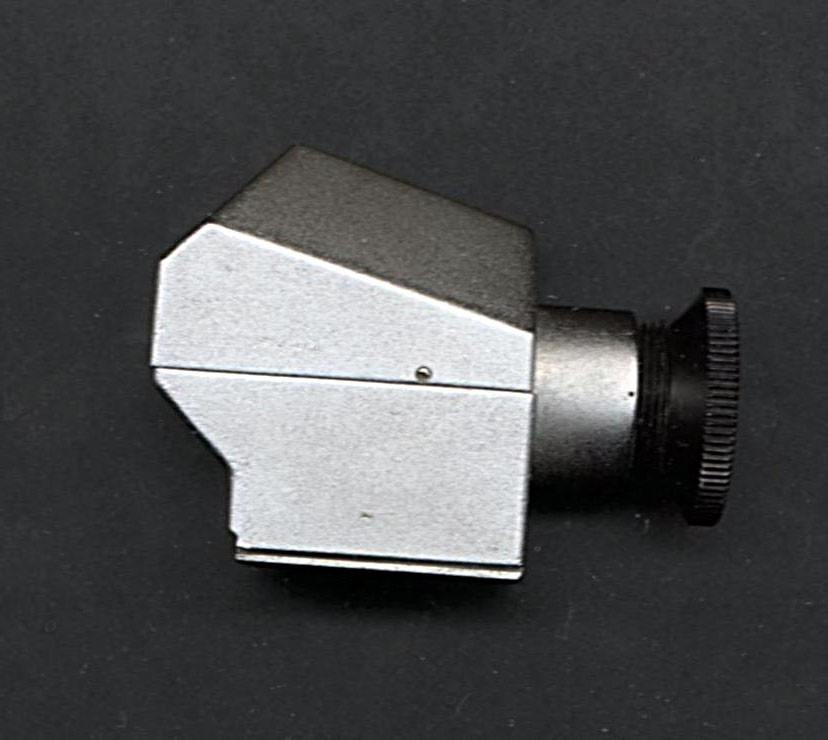
特熙纳微型相机五棱镜取景器

光学五棱镜取景器是目前数码单反与胶片单反最常用的一种取景器。其最主要的部件为一块玻璃五棱镜，这块五棱镜可以多次反射来自镜头和反光板的光线，最终把景物以正立的实像的形式传到目镜与拍摄者的眼中。相比于五面镜取景器，五棱镜之优点在于其反射率更高，光线在反射时的损耗极小，从而使目镜中的画面更亮。其缺点则为制造成本较为高昂且分量较重，故多用于中高端单反相机。

##### 五面镜取景器
五面镜取景器的构造与原理和五棱镜取景器基本相同，唯一的不同之处在于其用中空的五面反光镜代替了一块完整的玻璃五棱镜。相较于五棱镜取景器，五面镜的反射率较低，使得光线在反射时的损耗较大，相同光圈下的视野亮度较五棱镜暗（大约为五棱镜的80%左右）。其优点则在于制造成本相对较低，且没有五棱镜的实心玻璃结构，故五面镜取景器的重量较为轻盈，因此多獲一些主打低价及轻量化的入门级数码单反所采用。

### 电子取景器
电子取景器即将一块微型LCD显示屏放在了取景器目镜的内部。相较于智能手机或卡片式消费级数码相机直接采用液晶屏取景，电子取景器由于有机身和眼罩的遮挡，外界光线照射不到微型LCD屏上，故而不会干扰取景。其亦可将一组取景目镜放置于LCD液晶屏前，通过目镜观察液晶屏，可以实现一定的放大倍率。相较于光学取景器，电子取景器的优点是可以直接在LCD屏上显示相关的拍摄参数，也可以直观地看到调节参数后的效果。其缺点在于其本质上是一块LCD液晶屏，故必然有分辨率的限制，因此其无法显示画面中的微小细节（如所拍摄之人物的眼睛是否睁开）。另外，由于相机打开时电子取景器需一直保持工作状态，所以其耗电量巨大，会严重缩短相机的续航时间。

### TFT-LCD取景器
TFT-LCD取景器是数码摄像机用于取景和回放的取景器。其分为彩色和黑白两种，但专业级的数码摄像机采用的均为黑白取景器，因为黑白取景器更有利于摄影师注意画面的构图。彩色的LCD显示屏则可用于影像的回放。分为真彩色（24位色深）和伪彩色（16位色深）两种。真彩色屏幕的显示效果好，但售价较高。目前数码摄相机中用于回放影像的LCD几乎均为真彩色（1677万色）LCD。

## 主要指标
取景器有两个主要指标：视野覆盖率和放大倍率。

### 视野覆盖率
视野覆盖率指通过取景器看到的景物范围与在拍摄时底片实际接收到的景物范围之比，一般用百分数表示。
一般来讲，从取景器中所看到的画面比实际拍摄到的画面要小。现数码单反相机的视野覆盖率一般为95%～100%，通常只有高端或专业机型才可以达到100%。

### 放大倍率
取景器的放大倍率指拍摄者通过取景器所看到的受摄体的尺寸与直接用肉眼所看到的受摄体的尺寸之比，一般小于1×（一倍），大多数单反相机的取景器放大倍率位于0.7×至0.95×之间。相机的画幅越大，其放大倍率一般相对较小，如135画幅（全画幅）的单反相机的放大倍率一般在0.7×至0.75×之间；反之，相机的画幅越小，其放大倍率一般相对较大，如APS画幅（DX画幅）的单反相机的放大倍率一般在0.8×至0.85×之间。

### 眼点
眼点又称视点，是指人眼要完整地看到取景器中的整个画面时，取景器与眼睛之间的最大距离。若取景器与眼睛之间距离高于眼点，拍摄者则不能观察到取景器中的全部画面，视野的四周会出现黑角。对于戴眼镜的拍摄者来说，眼点的距离则更加重要，只有眼点距离足够（一般不能低于20mm），拍摄者才能在佩戴眼镜时看清整个画面。
目前大多数单反相机取景器的眼点在15mm~21mm之间。